# Club Atlético de Madrid 1961-1962
Questa voce raccoglie le informazioni riguardanti il Club Atlético de Madrid nelle competizioni ufficiali della stagione 1961-1962.

## Stagione
Nella stagione 1961-1962 i colchoneros, allenati da José Villalonga fino alla 30ª giornata e poi sostituito dal secondo Tinte per le restanti gare, terminarono il campionato al terzo posto, mantenendo imbattuto il Metropolitano. In Coppa del Generalísimo l'Atlético Madrid, campione in carica, venne sconfitto a seguito di uno spareggio già ai sedicesimi di finale dal Baskonia, squadra militante in Segunda División. Il cammino europeo portò la squadra a vinceree la Coppa delle Coppe, primo titolo continentale (sarà l'unico fino al 2010) e per di più da imbattuta, in finale contro gli italiani della Fiorentina. Quell'anno si dovette ricorrere alla ripetizione per assegnare la coppa, ma tale partita fu giocata a settembre data la concomitanza del campionato del mondo 1962 in Cile. La squadra di Villalonga esordì contro i francesi del Sedan che sconfissero con un risultato aggregato di 7-3. Agli ottavi di finale gli inglesi del Leicester City furono superati grazie alla vittoria per 2-0 di Madrid, dopo il pari per 1-1 al Filbert Street. Ai quarti i rojiblancos affrontarono i tedeschi occidentali del Werder Brema, pareggiando all'andata e vincendo al ritorno rispettivamente per 1-1 e 3-1. In semifinale i tedeschi orientali del Motor Jena furono sconfitti agilmente con un risultato complessivo di 5-0.

## Maglie e sponsor
| Manica sinistra · Manica sinistra · Maglietta · Maglietta · Manica destra · Manica destra · Pantaloncini · Calzettoni |

## Rosa
| N. |                      | Ruolo | Calciatore           |
| -- | -------------------- | ----- | -------------------- |
| -  | Spagna (bandiera)    | P     | Manuel Pazos         |
| -  | Argentina (bandiera) | P     | Edgardo Madinabeytia |
| -  | Argentina (bandiera) | D     | Jorge Griffa         |
| -  | Spagna (bandiera)    | D     | Chuzo                |
| -  | Spagna (bandiera)    | D     | Feliciano Rivilla    |
| -  | Spagna (bandiera)    | D     | Alberto Callejo      |
| -  | Spagna (bandiera)    | D     | Rodríguez            |
| -  | Spagna (bandiera)    | D     | Alvarito             |
| -  | Spagna (bandiera)    | C     | José Rives           |
| -  | Spagna (bandiera)    | C     | Enrique Collar       |
| -  | Spagna (bandiera)    | C     | Adelardo             |

| N. |                       | Ruolo | Calciatore             |
| -- | --------------------- | ----- | ---------------------- |
| -  | Spagna (bandiera)     | C     | Joaquín Peiró          |
| -  | Brasile (bandiera)    | C     | Ramiro                 |
| -  | Spagna (bandiera)     | C     | Isacio Calleja         |
| -  | Spagna (bandiera)     | C     | Amador                 |
| -  | Spagna (bandiera)     | C     | Jesús Glaría Jordán    |
| -  | Spagna (bandiera)     | C     | Antonio Domínguez      |
| -  | Spagna (bandiera)     | A     | Miguel Jones           |
| -  | Portogallo (bandiera) | A     | Jorge Alberto Mendonça |
| -  | Spagna (bandiera)     | A     | José Antonio Gasca     |
| -  | Spagna (bandiera)     | A     | Polo                   |

## Risultati

### Primera División

#### Girone di andata
| Oviedo 3 settembre 1961 1ª giornata | Real Oviedo   | 0 – 0 referto | Atlético Madrid | Carlos Tartiere\| Arbitro: \| López Zaballa \| |
| Arbitro:                            | López Zaballa |               |                 |                                                |

| Arbitro: | Gardeazabal Garay |

|               |           |  |
| Domínguez 51’ | Marcatori |  |

| Arbitro: | Saz Olmedo |

|                                  |           |            |
| Ribada 14’ Serena 39’ Sabino 49’ | Marcatori | 12’ Ramiro |

| Arbitro: | Simó Fiol |

|                                                         |           |                      |
| Peiró 25’, 45’ Ramiro 48’ (rig.) Jones 67’ Mendonça 85’ | Marcatori | 15’ Czibor 71’ Viñas |

| Arbitro: | Ortiz de Mendíbil |

|  |           |                          |
|  | Marcatori | 3’ Jones 36’, 81’ Collar |

| Arbitro: | Lacambra Canela |

|                   |           |  |
| Ramiro 74’ (rig.) | Marcatori |  |

| Madrid 11 ottobre 1961 7ª giornata | Atlético Madrid  | 0 – 0 referto | Valencia | Metropolitano\| Arbitro: \| Zariquiegui Izco \| |
| Arbitro:                           | Zariquiegui Izco |               |          |                                                 |

| Arbitro: | Ruiz Casasola |

|           |           |                             |
| Rodri 29’ | Marcatori | 56’ Peiró 73’ (rig.) Ramiro |

| Arbitro: | Saz Olmedo |

|           |           |  |
| Peiró 24’ | Marcatori |  |

| Arbitro: | Pintado Viu |

|            |           |           |
| Mateos 33’ | Marcatori | 54’ Peiró |

| Arbitro: | Gómez Arribas |

|              |           |  |
| Mendonça 49’ | Marcatori |  |

| Arbitro: | Morilla Martínez |

|                                              |           |             |
| Evaristo 11’, 41’, 54’ Pereda 25’ Zaldúa 61’ | Marcatori | 9’ Mendonça |

| Arbitro: | Pintado Viu |

|                |           |  |
| Jones 46’, 63’ | Marcatori |  |

| Arbitro: | Lacambra Canela |

|                |           |           |
| Gento 40’, 52’ | Marcatori | 58’ Jones |

| Arbitro: | Ortiz de Mendíbil |

|                             |           |  |
| Mendonça 61’ Jones 65’, 88’ | Marcatori |  |

#### Girone di ritorno
| Arbitro: | Castiñeiras Díaz |

|                                                       |           |                  |
| Domínguez 1’, 43’ Mendonça 20’ Jones 72’ Adelardo 86’ | Marcatori | 19’ Sánchez Lage |

| Arbitro: | Gómez Arribas |

|                     |           |          |
| Aragonés 75’, 90+3’ | Marcatori | 8’ Chuzo |

| Arbitro: | Bueno Perales |

|                                          |           |                    |
| Mendonça 15’, 70’ Jones 18’ Adelardo 78’ | Marcatori | 30’, 34’ Hormaeche |

| Arbitro: | López Zaballa |

|                                   |           |  |
| Carranza 8’ E. Domínguez 31’, 63’ | Marcatori |  |

| Arbitro: | Bueno Perales |

|           |           |            |
| Jones 66’ | Marcatori | 12’ Oviedo |

| Arbitro: | González Echeverría |

|  |           |                             |
|  | Marcatori | 28’ (rig.) Collar 41’ Peiró |

| Arbitro: | Castiñeiras Díaz |

|                  |           |              |
| Paredes 37’, 50’ | Marcatori | 24’ Adelardo |

| Arbitro: | Castiñeiras Díaz |

|                                                 |           |                       |
| Mendonça 4’ Jones 12’ Collar 25’ Peiró 55’, 75’ | Marcatori | 56’ Peporro 79’ Pauet |

| Arbitro: | Morilla Martínez |

|               |           |  |
| Odriozola 51’ | Marcatori |  |

| Arbitro: | Zariquiegui Izco |

|                                       |           |  |
| Callejo 25’ Rives 42’ Collar 66’, 87’ | Marcatori |  |

| Arbitro: | Birigay Nieva |

|               |           |  |
| Simonsson 55’ | Marcatori |  |

| Arbitro: | Castiñeiras Díaz |

|           |           |             |
| Jones 30’ | Marcatori | 65’ Segarra |

| Arbitro: | Morilla Martínez |

|                                               |           |           |
| Aguirre 14’, 23’, 29’ (rig.) Artetxe 57’, 88’ | Marcatori | 16’ Jones |

| Arbitro: | Cózar Sánchez |

|           |           |  |
| Gasca 21’ | Marcatori |  |

| Arbitro: | Simó Fiol |

|          |           |               |
| Duca 68’ | Marcatori | 89’ Domínguez |

### Coppa del Generalísimo
| Arbitro: | Castiñeiras Díaz |

|                                       |           |  |
| Collar 12’ (rig.) Peiró 57’ Jones 85’ | Marcatori |  |

| Arbitro: | Gómez Contreras |

|                                        |           |  |
| Maguregui 12’ Mentxaka 60’ Otiñano 76’ | Marcatori |  |

| Arbitro: | Pintado Viu |

|                            |           |           |
| Mentxaka 15’ Maguregui 88’ | Marcatori | 40’ Peiró |

### Coppa delle Coppe
| Arbitro: | Malka |

|                         |           |                                      |
| Hatchi 51’ Fulgenzi 77’ | Marcatori | 13’ Collar 17’ Adelardo 37’ Mendonça |

| Arbitro: | Dusch |

|                                                |           |             |
| Peiró 25’, 38’ Mendonça 27’ Mouchel 75’ (aut.) | Marcatori | 87’ Salaber |

| Arbitro: | Schwinte |

|              |           |              |
| Keyworth 11’ | Marcatori | 88’ Mendonça |

| Arbitro: | Kitabdjian |

|                             |           |  |
| Collar 60’ (rig.) Jones 78’ | Marcatori |  |

| Arbitro: | Raeymaekers |

|          |           |           |
| Soya 85’ | Marcatori | 71’ Jones |

| Arbitro: | Gulde |

|                                            |           |              |
| Jagielski 2’ (aut.) Peiró 30’ Adelardo 61’ | Marcatori | 37’ Schröder |

| Arbitro: | Lundell |

|  |           |           |
|  | Marcatori | 63’ Peiró |

| Arbitro: | Van Nuffel |

|                                  |           |  |
| Mendonça 14’, 60’ Jones 18’, 54’ | Marcatori |  |

| Arbitro: | Wharton |

|           |           |            |
| Peiró 11’ | Marcatori | 27’ Hamrin |

| Arbitro: | Tschenscher |

|                                 |           |  |
| Jones 8’ Mendonça 27’ Peiró 59’ | Marcatori |  |

## Statistiche

### Statistiche di squadra
| Competizione           | Punti | Totale | Totale | Totale | Totale | Totale | Totale | DR  |
| Competizione           | Punti | G      | V      | N      | P      | Gf     | Gs     | DR  |
| ---------------------- | ----- | ------ | ------ | ------ | ------ | ------ | ------ | --- |
| Primera División       | 36    | 30     | 15     | 6      | 9      | 50     | 36     | +14 |
| Coppa del Generalísimo | -     | 3      | 1      | 0      | 2      | 4      | 5      | -1  |
| Coppa delle Coppe      | -     | 10     | 7      | 3      | 0      | 23     | 7      | +16 |
| Totale                 | 36    | 43     | 23     | 9      | 11     | 77     | 48     | +29 |